# Toby Moffett

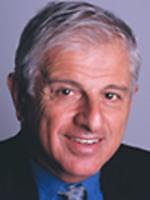
Toby Moffett

Anthony John „Toby“ Moffett (* 18. August 1944 in Holyoke, Hampden County, Massachusetts) ist ein US-amerikanischer Politiker. Zwischen 1975 und 1983 vertrat er den Bundesstaat Connecticut im US-Repräsentantenhaus.

## Werdegang
Toby Moffett besuchte die Grundschule und dann die High School in Suffield (Connecticut). Danach studierte er bis 1966 an der Syracuse University in New York. Daran schloss sich in den Jahren 1963 und 1964 ein Studium in Florenz an. Moffett beendete seine Studienzeit im Jahr 1968 am Boston College.
Zwischen 1969 und 1970 war Moffett Abteilungsleiter im Bundesbildungsministerium. Von 1970 bis 1971 war er Mitarbeiter im Stab des US-Senators Walter Mondale. Zwischen 1971 und 1974 fungierte Moffett als Direktor der Connecticut Citizen Action Group. Politisch wurde er Mitglied der Demokratischen Partei. Bei den Kongresswahlen des Jahres 1974 wurde er im sechsten Wahlbezirk von Connecticut in das US-Repräsentantenhaus in Washington, D.C. gewählt, wo er am 3. Januar 1975 die Nachfolge von Ella T. Grasso antrat. Nach drei Wiederwahlen konnte er bis zum 3. Januar 1983 vier zusammenhängende Legislaturperioden im Kongress absolvieren.
Für die Wahlen des Jahres 1982 verzichtete Moffett auf eine weitere Kandidatur für das Repräsentantenhaus. Stattdessen bewarb er sich erfolglos um einen Sitz im US-Senat. Danach war er zwischen 1986 und 1989 Nachrichtensprecher einer Fernsehanstalt in Hartford. Im Jahr 1990 kandidierte er erfolglos für eine Rückkehr in den Kongress. Heute ist Toby Moffett in Washington als Berater tätig.